# Nautor’s Swan

Logo

Nautor (vollständig Oy Nautor Ab) ist eine finnische Werft in Jakobstad, die seit 1966 Segelyachten der Luxusklasse unter der Marke Nautor’s Swan herstellt. Namensgeber ist der Singschwan, das finnische Nationaltier. Die Schiffe sind sowohl für Sportler (weltumspannende Regatten) als auch für große Törns mit anspruchsvollen Seglern konzipiert. Bislang wurden über 2000 Yachten (ca. 30 Modelle) produziert. Die Auslieferung der 2000. Swan-Yacht erfolgte im August 2012.

## Unternehmensentwicklung
Die Aktiengesellschaft (finnisch Oy, schwedisch Ab) Nautor wurde 1966 von Pekka Koskenkylä gegründet. Im gleichen Jahr wurde ein 36-Fuß-Motorsegler auf den Markt gebracht, jedoch 1970 wieder abgesetzt. 1968 kam die erste Swan 36 (Länge: 10,91 m) auf den Markt mit dem Namen Casse Tete II, entworfen von Olin Stephens vom New Yorker Konstruktionsbüro Sparkman & Stephens, mit der sieben internationale Regattasiege gewonnen wurden.
1970 folgte die große Swan 65 (Länge: 19,68 m) aus dem Konstruktionsbüro Sparkman & Stephens. Die Swan 65 Sayula II (Mexiko) gewann 1973/74 das erste Whitbread Race und im zweiten Whitbread Race 1977/78 erreichten Swan-65-Yachten die Gesamtplätze zwei, vier und fünf. Bei Nautor werden seitdem vornehmlich Yachten in dieser Größenordnung produziert. 1978 wurde die 1000. Swan-Yacht ausgeliefert.
1974 kam die Swan 38, das bis heute meistgebaute Modell von Nautor, auf den Markt.
Die Werften und Produktionsanlagen befinden sich in Kållby, Kronoby, Larsmo und Jakobstad. Wurden in den ersten Jahren die Yachten vom Konstruktionsbüro Sparkman & Stephens entworfen, wechselte Nautor 1975 mit Ron Holland (Irland) und 1980 mit German Frers (Argentinien) den Konstrukteur.

## Produktpalette

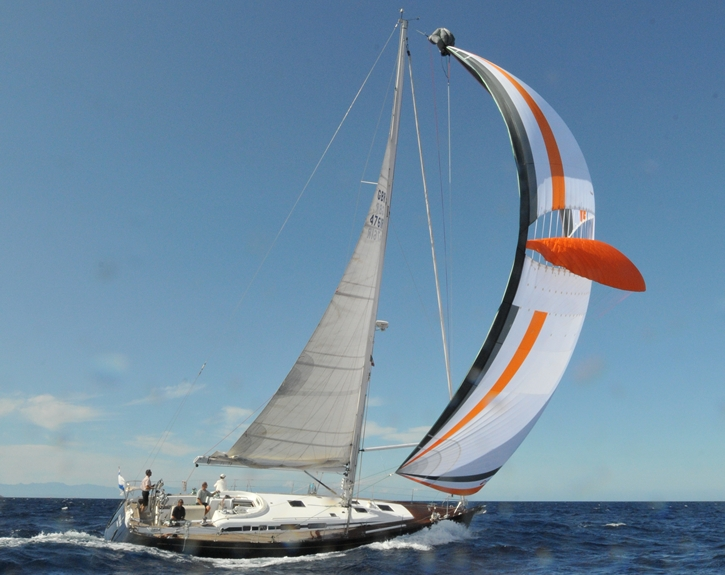
Swan 53 beim Swan Cup 2008

S&S Design:
Swan 36, 37, 38, 40, 41, 411, 43, 431, 44, 47, 48, 55, 57, 65, 78
Ron Holland Design:
Swan 39, 391, 42, 43, 441
German Frers Design:
Swan 36, 42, 45, 46, 48, 51, 53, 56, 60, 601, 62, 651, 65, 66, 70, 75, 78, 80, 82, 86, 88, 90, 98, 100, 105, 112, 115, 120, 131

## Regattaausrichter
Nautor’s Swan richtet Regatten für Swan-Yachten auf der ganzen Welt aus: Swan-Regatten und Swan Challenge Series.

### Swan-Regatten
- Rolex Swan European Regatta (Cowes)
- Rolex Swan American Regatta (New York)
- Swan 45 Gold Cup in (Capri)
- Rolex Swan Cup an der (Costa Smeralda)
- Swan Cup „Flensburger Förde Woche“ (Flensburg)

### Swan Challenge Series
- Swan Caribbean Challenge (Karibik)
- Swan Baltic Challenge (Ostsee; Start/Ziel: Glücksburg)
- Swan East American Challenge (Atlantik; Start/Ziel: Newport/USA)
- Swan Northern European Challenge (Ärmelkanal; Start/Ziel: Cowes)
- Swan Rolex Fastnet Race (Ärmelkanal; Start/Ziel: Cowes)
- Swan Mediterranean Challenge (Mittelmeer; Start/Ziel: Saint-Tropez)